# Shunfeng'er

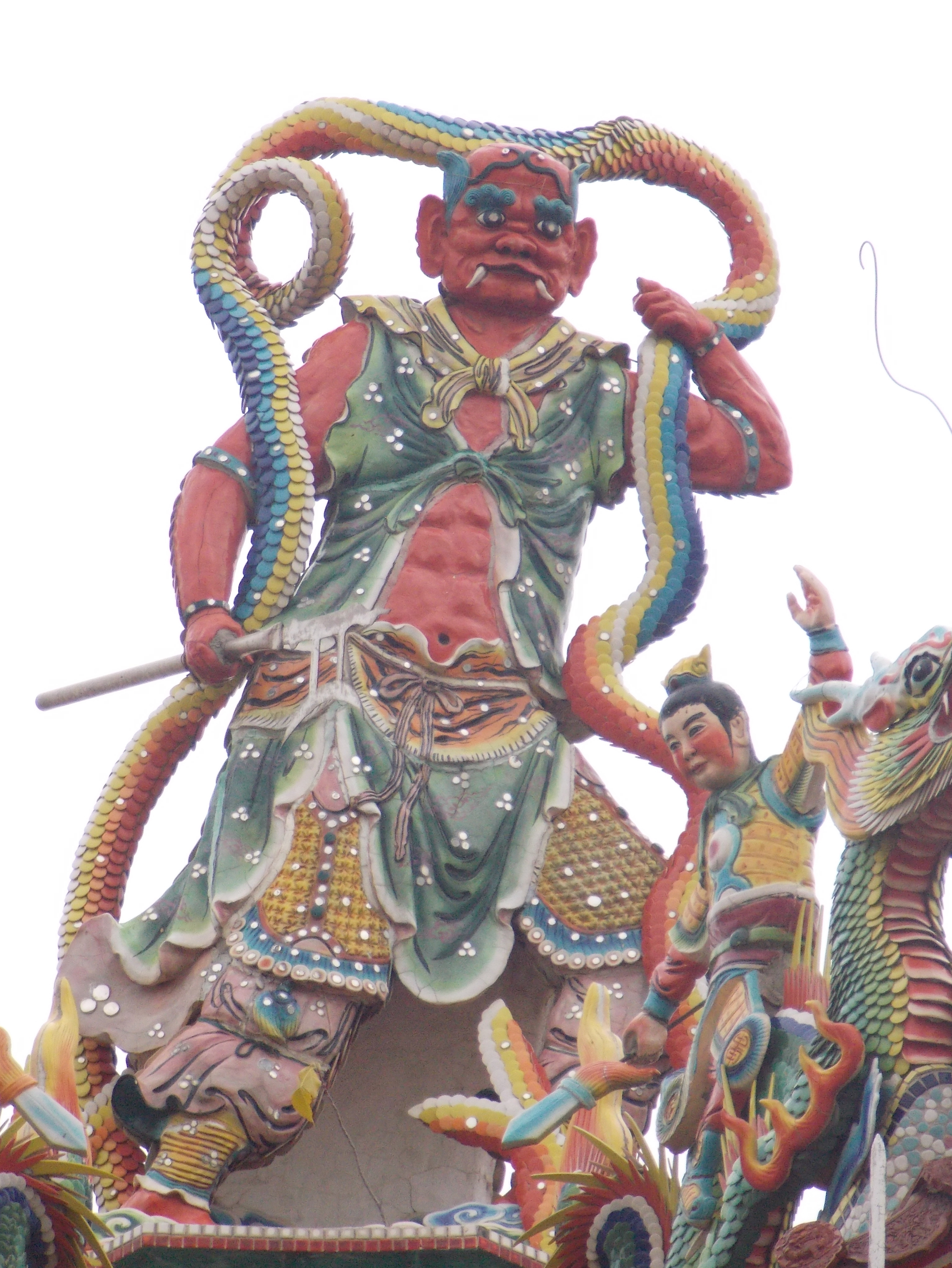
Shunfeng'er guardián de los templos de la diosa del mar Matsu.

Shunfeng'er es un dios del mar y de las entradas de los hogares en la religión tradicional china. Generalmente aparece con Qianliyan como un guardián de los templos de la diosa del mar Matsu. También aparece como Shunfeng Er, y Shen Feng Er. El nombre de su compañero Qianliyan significa de manera similar "de ojos agudos" o "el que todo lo ve".
Bajo la dinastía Ming, Shunfeng'er también era conocido como Shi Kuang. También se le conoce a veces como Wanli'er, que tiene un significado similar, como la palabra china wàn, como "miríada", que también puede significar el número 10,000, así como "innumerable" o "incontable".

## Nombre
El nombre "Shunfeng'er" significa literalmente «Oído de acompañamiento del viento» en referencia a su capacidad para escuchar cualquier sonido que se transmita sobre el viento. El lenguaje inusual se traduce de diversas maneras como «Oído que oye con el viento», «Oído que escucha lo que viene en el viento», «Oído que escucha los sonidos tomados con el viento», «Viento - Oído de acompañamiento», «Oído a sotavento», o incluso «Oído afilado», «Oído lejano», o «Audición total». El papel del dios en ayudar a los marineros a distinguir los vientos favorables también impulsa las traducciones "«Oído de viento limpio»", y «Oído de viento favorables».

## Historia
Shunfeng'er se documenta por primera vez en la novela Viaje al Oeste de principios del siglo XVI, donde aparece como la forma personificada de las orejas del taoísta emperador de Jade, y uno de sus lugartenientes. Sin embargo, hay una representación anterior de él en una cueva de Sichuan que ha sido fechada en la Canción del Sur. El cuento popular chino sobre los Diez Hermanos probablemente también sea anterior a su primera publicación durante la Dinastía Ming; en ella, los dos hermanos mayores tienen poderes como los de Qianliyan y Shunfeng'er.
Shunfeng'er apareció después como teniente del emperador Huaguang Dadi en el Viaje al Sur compuesto por Yu Xiangdou, y como un personaje de Xu Zhonglin en La creación de los dioses. Fue confundido con el dios del portal Yulü.

## Historias de religión

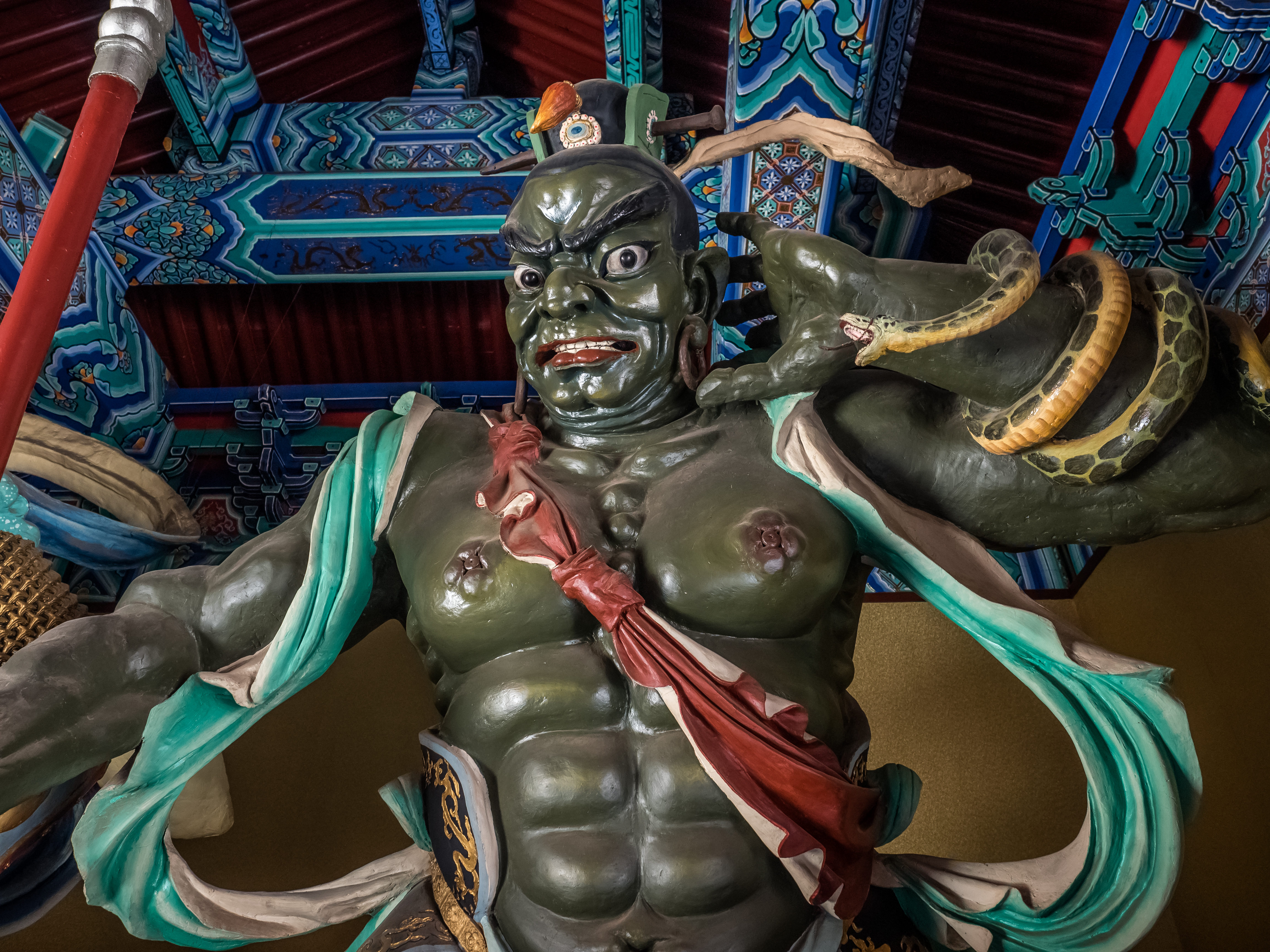
Un Shunfeng'er de piel verde en el Palacio Reina del Cielo de Tianjin.

La audición aguda de Shunfeng'er se emplea para ayudar a los navegantes a distinguir los vientos favorables de las tormentas que se avecinan. En algunas historias, él es capaz de escuchar todo en el mundo, sin importar cuán calladamente se hable, y por lo tanto también fue adorado como testigo y garante de juramentos y contratos.
A menudo es representado como un demonio derrotado y domesticado o amigo por la diosa del mar Matsu. Según un relato, él y Qianliyan aparecieron en la isla de Meizhou durante una tormenta y fueron derrotados por el mágico pañuelo de seda de Matsu, que arrojó nubes de arena en sus oídos y ojos. Después de su sumisión, prometieron su lealtad cuando ella amablemente los curó del daño que les había causado.  En otro relato, los dos eran generales de la dinastía Song que compitieron por la mano de la diosa en Peach Blossom Mountain (桃花 山, Táohuā Shān), pero ambos fueron derrotados por su kung fu. En otro, los dos fueron los hermanos Gao Jue y Gao Ming. Generales despiadados, cayeron en Peach Blossom Mountain y posteriormente los persiguieron como demonios. Se le aparecieron a Matsu cuando ella viajó cerca y la desafiaron a la batalla, con el perdedor para hacer las órdenes del ganador. Tenían la intención de que se casara con los dos, pero fueron derrotados por su magia y se convirtieron en sus sirvientes. En otro más, los hermanos Gao eran bandidos durante la dinastía Shang, antes de que comenzaran a frecuentar la montaña.
En otro relato, los dos eran originalmente guerreros o guardias del rey Di Xin último rey de la dinastía Shang. En esta versión de la historia, a veces se dice que ya poseían sus poderes sobrehumanos y que los usaron para frustrar los primeros movimientos hacia la rebelión de los Zhou. El consejero del rey Wu de Zhou, Jiang Ziya, era un adepto taoísta, sin embargo, utiliza el conocimiento esotérico que recibió del Yuanshi Tianzun «Señor del Cielo Primordial» para derrotarlos. Sus poderes les fallan cuando los cubre con la sangre de un perro negro y Wu de Zhou puede triunfar en la batalla de Muye y finalmente establecerse como el Rey marcial de Zhou («Rey Wu»).

## Legado

### Culto

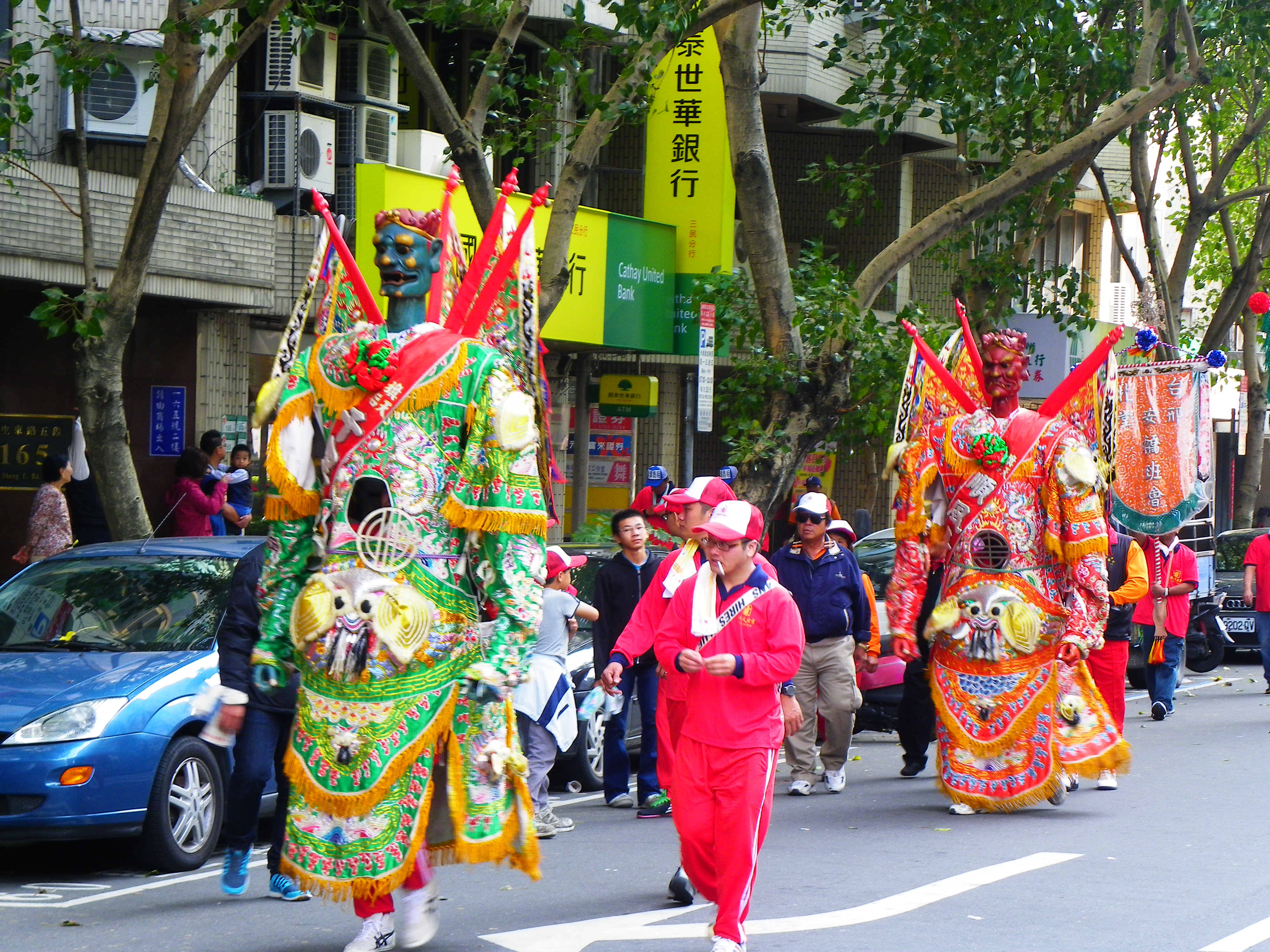
Actores representando a Qianliyan y Shunfeng'er durante un festival en Taipéi.

Shunfeng'er aparece más a menudo como un dios del portal en los templos de Matsuitas, o como un tutor junto a Matsu en sus altares, o en sus amuletos de papel amarillo. Él es adorado por separado en algunas aldeas, o por marineros para pedir ayuda y evitar el peligro. Durante los peregrinajes anuales de 8 días, 250 kilómetros del templo de Dajia al de Beigang], la diosa de Matsu está acompañada por figuras de 3 m de Shunfeng'er y Qianliyan representados por hombres enmascarados sobre altos zancos.

### Arte
Típicamente Shunfeng'er aparece como un demonio de piel roja o marrón que pone una mano en una de sus orejas. También aparece ocasionalmente con tres cabezas y seis brazos. Generalmente aparece a la izquierda de su compañero Qianliyan. A veces Shunfeng'er aparece como el demonio verde, en cuyo caso usualmente tiene un cuerno y ojos de rubí.

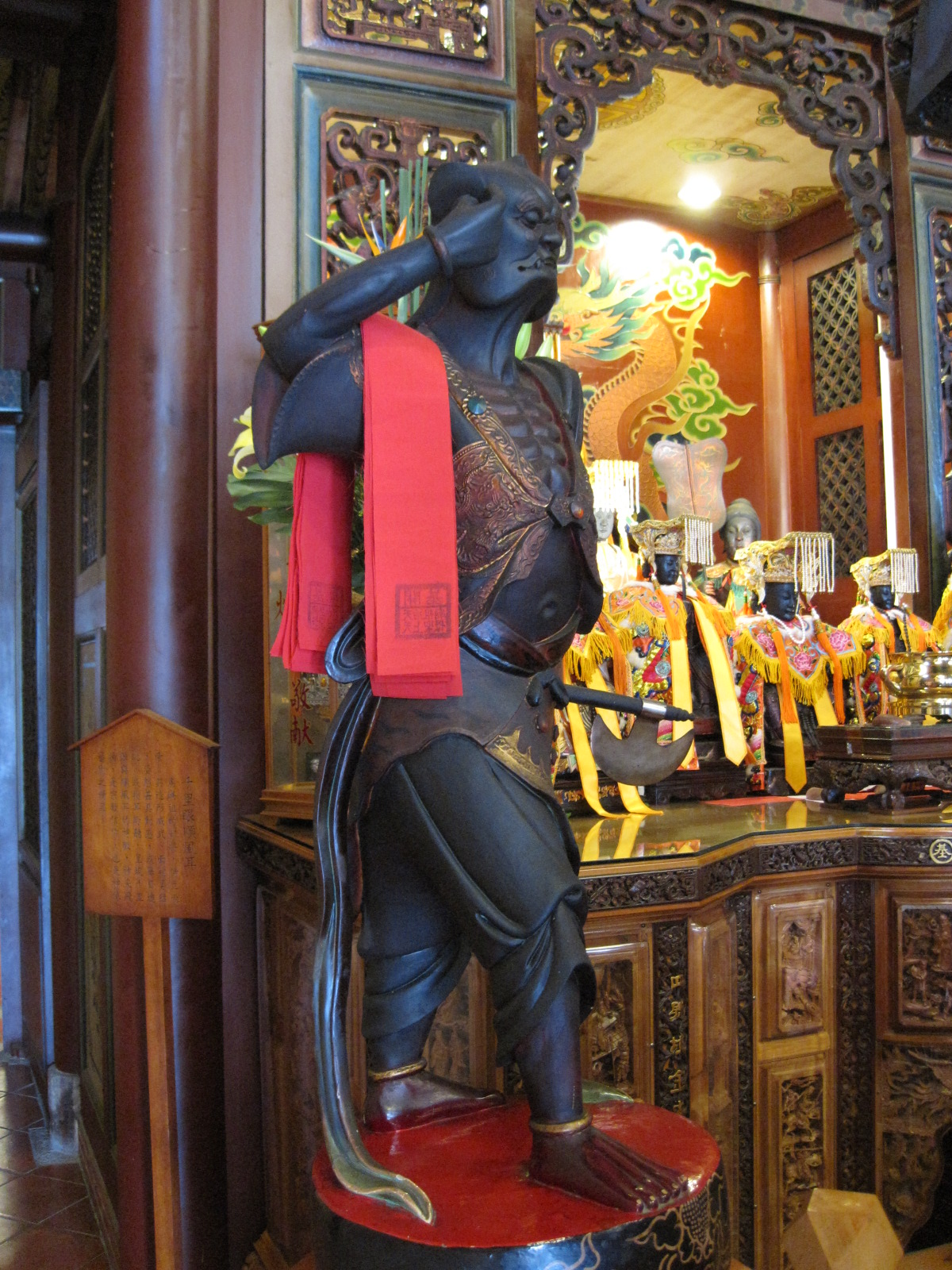
Shunfeng'er en color obscuro con una mano en su oreja.
Shunfeng'er señalando su oreja.
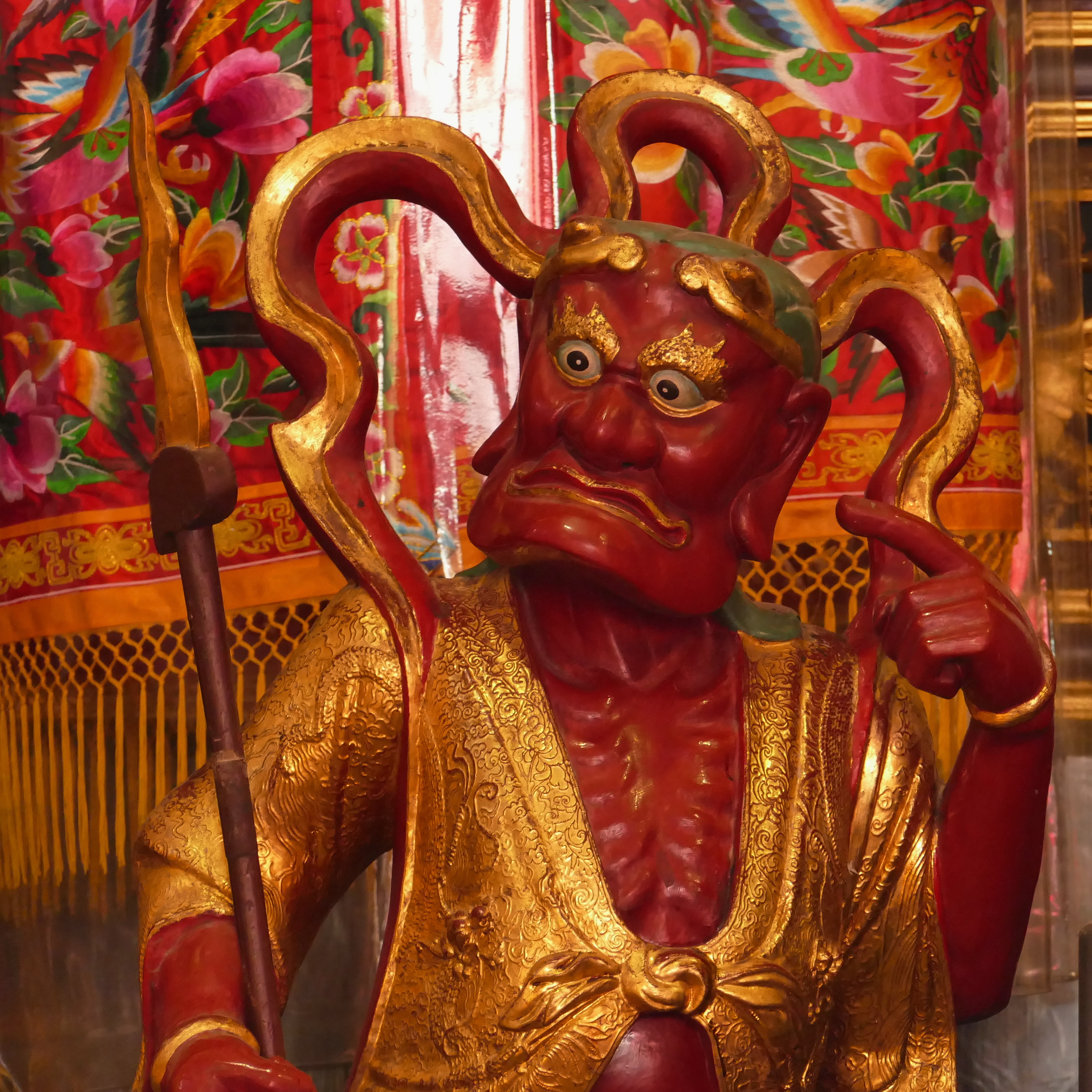
Shunfeng'er como demonio rojo.